# Islands District
Islands District (traditionell kinesiska: 離島區) är ett av Hongkongs administrativa distrikt. Distriktet är en del av huvudområdet Nya territorierna.
Distriktet har 156 801 invånare (2016) på en yta av 174 km². 

## Öar i distriktet
- Cha Kwo Chau
- Chek Lap Kok (Hong Kong International Airport)
- Cheung Chau
- Hei Ling Chau
  - Sunshine Island (Chau Kung To)
- Peaked Hill (Kai Yek Kok)
- Kau Yi Chau
  - Siu Kau Yi Chau
- Lamma Island
  - Luk Chau (George Island)
- Lantau Island 
  - Discovery Bay
  - Mui Wo
  - Tai O
  - Tung Chung
- Peng Chau
  - Tai Lei
- Po Toi Islands
  - Lo Chau (Beaufort Island)
  - Mat Chau
  - Po Toi
  - Sung Kong
  - Waglan Island
- Shek Kwu Chau
- Soko Islands
  - Cheung Muk Tau
  - Ma Chau
  - Siu A Chau
  - Tai A Chau
  - Tau Lo Chau
  - Yuen Chau
  - Yuen Kong Chau